# Тоні Таверс
Тоні Таверс (англ. Tony Towers, нар. 13 квітня 1952, Манчестер) — англійський футболіст, що грав на позиції півзахисника, насамперед за «Манчестер Сіті» та національну збірну Англії.

## Клубна кар'єра
У дорослому футболі дебютував 1968 року виступами за команду «Манчестер Сіті», в якій провів п'ять сезонів, взявши участь у 122 матчах чемпіонату.  Більшість часу, проведеного у складі «Манчестер Сіті», був основним гравцем команди. За цей час виборов титули володаря Кубка Англії,  Кубка англійської ліги та Кубка володарів кубків УЄФА.
Згодом у 1974–1980 роках грав за «Сандерленд» та «Бірмінгем Сіті», після чого перебрався до Північної Америки, де грав за  «Монреаль Манік», «Тампа-Бей Роудіс» та «Ванкувер Вайткепс», а також за низку шоубольних команд.
Завершив ігрову кар'єру 1985 року на батьківщині виступами за «Рочдейл».

## Виступи за збірну
1976 року дебютував в офіційних матчах у складі національної збірної Англії. Того року загалом провів у її формі три матчі.

## Титули і досягнення
- Володар Кубка Англії (1):

«Манчестер Сіті»: 1968-1969
- Володар Кубка англійської ліги (1):

«Манчестер Сіті»: 1969-1970
- Володар Кубка Кубків УЄФА (1):

«Манчестер Сіті»: 1969-1970